# Paramphisphaeria costaricensis
Paramphisphaeria costaricensis är en svampart som beskrevs av F.A. Fernández, J.D. Rogers, Y.M. Ju, Huhndorf & L. Umaña 2004. Paramphisphaeria costaricensis ingår i släktet Paramphisphaeria och familjen kolkärnsvampar.   Inga underarter finns listade i Catalogue of Life.